# Jan Versteegt (dominee)
Johannes (Jan) Versteegt (Katwijk aan Zee, 10 oktober 1889 - Hildesheim, 22 juni 1945) was een Nederlandse predikant en verzetsman.
Jan Versteegt werkte als stuurman op de grote vaart, toen hij besloot te studeren voor het predikantschap. Op grond van singuliere gaven werd hij beroepen in Nieuwerkerk aan den IJssel, later in Loosdrecht, en bleef zijn geloof verkondigen onder schippers.
Tijdens de Tweede Wereldoorlog was Versteegt een van de leiders van het verzet in Loosdrecht. Vanwege zijn betrokkenheid bij het verzet werd hij op 26 september 1941 tijdens een kerkenraadsvergadering opgepakt. Na gevangenschap in de gevangenis van Scheveningen (Oranjehotel), kwam hij in december 1941 weer thuis.
Versteegt bleef het verzet aanvoeren en aanmoedigen in zijn preken. In het najaar van 1942 werd hij opgebracht naar kamp Amersfoort en vandaar begin 1943 naar kamp Vught. Na Dolle Dinsdag werd hij overgebracht naar concentratiekamp Sachsenhausen. Voor het oprukkende Russische bevrijdingsleger kwam Versteegt in februari 1945 terecht in concentratiekamp Bergen-Belsen, waar hij op 15 april werd bevrijd. Verzwakt door buiktyfus stierf Versteegt op 22 juni 1945 in het ziekenhuis van Hildesheim, waar hij een week later werd begraven.
Een straat in een nieuwe wijk van Loosdrecht werd in 2012 vernoemd naar dominee Versteegt.